# FC Viktoria 09 Urberach
FC Viktoria 09 Urberach is een Duitse voetbalclub uit Urberach, een stadsdeel van Rödermark, Hessen. 

## Geschiedenis
De club werd in 1909 opgericht en schreef zich in 1914 in bij de Zuid-Duitse voetbalbond om daar aan de competitie deel te nemen. In 1930 promoveerde de club naar de hoogste klasse van de Hessense competitie. Na twee seizoenen in de middenmoot eindigde de club laatste in 1932/33 en degradeerde. 
in 1957 promoveerde de club naar de 1. Amateurliga Hessen, de derde klasse. In het eerste seizoen werd Viktoria meteen vicekampioen. Enkele goede spelers verlieten de club en in 1961 degradeerde de club weer. Na vele jaren op regionaal niveau in de Bezirksliga Darmstadt promoveerde de club in 2005 naar de Landesliga en in 2008 naar de Hessenliga. In 2013 degradeerde de club naar de Verbandsliga. In 2016 promoveerde de club weer, maar kon het behoud niet verzekeren. In 2020 degradeerde de club vrijwillig naar de Kreisoberliga.